# Unnan (Shimane)
Unnan (雲南市 Unnan-shi?) es una ciudad situada en la prefectura de Shimane, Japón. Tiene una población estimada, a fines de octubre de 2023, de 35 163 habitantes.
Su superficie total es de 553.18 km².

## Geografía

### Localidades circundantes
- Prefectura de Shimane
  - Izumo
  - Matsue
  - Yasugi
  - Iinan
  - Okuizumo
- Prefectura de Hiroshima
  - Shōbara

## Demografía
Según los datos del censo japonés, esta es la población de Unnan en los últimos años:
| Año del censo | Población |
| ------------- | --------- |
| 1995          | 48.248    |
| 2000          | 46.323    |
| 2005          | 44.403    |
| 2010          | 41.917    |
| 2015          | 39.032    |
| 2020          | 36.007    |
| 2023 (est.)   | 35.163    |